# No More Heroes
No More Heroes (englisch; auf Deutsch etwa „Keine Helden mehr“) ist ein Computerspiel des japanischen Entwicklungsstudios Grasshopper Manufacture. Das Hack-and-Slay-Spiel wurde 2007 zunächst für die Spielkonsole Nintendo Wii veröffentlicht und später für verschiedene andere Konsolen sowie Personal Computer mit dem Betriebssystem Windows portiert. Leitender Entwickler war Gōichi Suda.
Obwohl der Grafikstil und die vergleichbare Hintergrundhandlung einen Zusammenhang zwischen dem Vorgängerprojekt killer7 und No More Heroes vermuten lassen, handelt es sich um keinen Nachfolger. Auch bauen die Spiele auf verschiedenen Spiel-Engines auf. Suda Gōichi will den Fokus bei killer7 auf politische Probleme gesetzt haben, bei No More Heroes seien es soziale Schwierigkeiten.

## Handlung
Der Spieler übernimmt die Rolle des Otakus Travis Touchdown. Er erhält von einer Organisation namens UAA (United Assassins Association) den Auftrag, die zehn besten Assassinen der USA zu töten, um am Ende schlicht die Nummer 1 zu sein.

## Spielprinzip
Der Spieler kann die Spielwelt, Santa Destroy – eine fiktive Stadt in den Vereinigten Staaten, frei zu Fuß oder mit seinem Motorrad, genannt „Schpeltiger“, erkunden. Um mehr Geld zu verdienen mit welchem unter anderem Waffen, Kleidung, Verbesserungen, Training und Video-Kassetten gekauft werden können, kann der Spieler verschiedene Teilzeitarbeiten und Auftragsmorde übernehmen. Geld ist auch eine wichtige Rolle für den Handlungsstrang. Die UAA verlangt für jeden Rangkampf eine gewisse Gebühr, die zunächst bezahlt werden muss, bevor man wieder gegen einen weiteren Konkurrenten antreten darf.
Das Spiel wird mit der Wii-Fernbedienung und dem Nunchuk gespielt. Während die Angriffe mit dem Beam Katana zum größten Teil mit einem Knopfdruck ausgeführt werden, kommen die Bewegungssensoren der Wii bei besonderen Aktionen zum Einsatz.
Suda sagte in einem Interview mit IGN, er wolle das Spiel brutaler als das kontrovers diskutierte Manhunt 2 gestalten. Ein Trailer, welcher im März 2007 auf der Game Developers Conference präsentiert wurde, zeigt, wie der Held des Spiels Feinde mit seinem Lichtschwert in zwei Hälften spaltet und dabei eine Menge Blut fließt. Spätere Videos zeigen dunkle Wolken und Münzen statt rotem Blut. Später wurde angekündigt, das Spiel zensiert mit jenen schwarzen Wolken in Japan zu veröffentlichen, während die Vereinigten Staaten und Europa eine unzensierte Version erhalten sollten. Daraufhin ließ Suda verlautbaren, auch die europäische Fassung würde zensiert erscheinen, was dann auch so geschehen ist.

## Entwicklungs- und Veröffentlichungsgeschichte
No More Heroes wurde am 6. Dezember 2007 vom Publisher Marvelous Interactive in Japan für die Handheld-Konsole Nintendo Wii veröffentlicht. Im Januar 2008 brachte Ubisoft das Spiel nach Nordamerika; im März erfolgte der Verkaufsstart in Europa durch Rising Star Games. Eine Portierung für die Nintendo Switch wurde im Oktober 2020 weltweit durch Marvelous Interactive veröffentlicht. Marvelous zeichnete im Juni 2021 auch als Publisher der Windows-Version verantwortlich.
Zu Beginn der Tokyo Game Show 2008 wurde in einer Pressekonferenz von Grasshopper Manufacture der Nachfolger des Spiels mit dem Namen No More Heroes: Desperate Struggle vorgestellt.